# Βバルジ
βバルジ(beta bulge)は、βシートの水素結合が部分的に破壊されたもので、具体的にはβシートの水素結合にらせんの一部を挿入したものである。

## タイプ
βバルジは、妨害部分の長さ、即ちβシートに挿入された残基部分の長さによって分類される。平行か逆平行かということや、二面角の大きさは分類には関係しない。

## 構造による効果
例えばリボヌクレアーゼAの長いβヘアピン部分にあるβバルジのように、全体として見ればβバルジはβシート上にある単純な瘤にすぎない。しかしβヘアピンの相対する側に左巻きと右巻きのαヘリックスがそれぞれ挿入された場合などにはβシート自体を折り畳むこともある。

## タンパク質の機能への影響
βバルジが保存された領域では、タンパク質の機能にとって重要な役割を果たしていることもある。βバルジの最も基本的な機能は、突然変異などによって生じた余分な残基を収容し、タンパク質の機能を保つことである。また免疫グロブリンタンパク質などでは、lgドメインの二量化を助けている。さらにジヒドロ葉酸レダクターゼやスーパーオキシドディスムターゼでは、βバルジを含むループが活性部位を基質に近づける働きを担っている。